# 12 Hits from Hell
12 Hits From Hell är den så kallade "förlorade" Misfitsskivan.
Den 7 augusti 1980 spelade the Misfits in 12 låtar vid en "Master Sound Productions"-studio. Sångaren och låtskrivaren Glenn Danzigs handskrivna anteckningar visar att syftet var att släppa en ny skiva. Dessa inspelningtillfällen skulle senare komma att kallas "2MSP-sessionerna".
Även om Misfits aldrig spelade in som ett band med fem medlemmar var syftet med 12 Hits att jämlikt visa både Doyles och Bobby Steeles bidrag till skivan.  Bobby Steele, Misfits gitarrist sedan 1978, sparkades så småningom ur bandet mitt under produktionen av skivan. Alla hans inspelade delar var följaktligen nedtonade i skivans slutmix. Basisten Jerry Onlys yngre bror Doyle rekryterades av bandet efter påtryckningar till Danzig och det var han som slutförde sessionerna genom att lägga till eller överdubba gitarrspåren. Några av låtarna från skivan släpptes ut till allmänheten genom en 7 tums vinyl vid namn (3 Hits from Hell) och piratgjorda kopior. De släpptes också via en Misfitssamling.
År 2001 förkunnade Caroline Records att de skulle släppa den efterlängtade skivan vid Halloween, under det namn som den är känd för idag: 12 Hits From Hell. Det skulle också inkluderas en alternativ inspelning av "London Dungeon" på det planerade släppet.
Danzig och Only avbröt emellertid lanseringen. Till detta har diverse skäl angivits. Danzig ska ha varit missnöjd med informationen som stod nedskriven i fodralets texter medan Only ska ha ogillat mixningen av skivan. Spekulationer råder också om huruvida Glenn varit arg över att inte ha blivit informerad om skivans släpp eller tillfrågad om hur den skulle komma att se ut och låta.
Bobby Steele har i intervjuer hävdat att Jerry Only haft en agenda med att remixa skivan. Jerry ska ha gjort gällande att Bobby sparkats på grund av sitt dåliga gitarrspelande. Bobby anser däremot att han blivit sparkat för att Jerry i själva verket hellre skulle vilja se sin bror i bandet. Han anser också att skivan bör släppas som den är, om den gör det alls. Endast då kan det bevisas att han inte är en dålig gitarrist och att Jerry Only har ljugit hela tiden.
Caroline Records officiella förklaring till stoppet för skivans släpp är att mixningen är dålig och att bandet inte vill porträtteras som ett med fem medlemmar.
Även om skivan har läckt via internet så har pr-versioner av den sålts för tämligen höga priser under auktioner.

## Låtlista
1. "Halloween"
2. "Vampira"
3. "I Turned into a Martian"
4. "Skulls"
5. "London Dungeon"
6. "Night of the Living Dead"
7. "Horror Hotel"
8. "Ghouls Night Out"
9. "Astro Zombies"
10. "Where Eagles Dare"
11. "Violent World"
12. "Halloween II"

## Musiker
- Glenn Danzig - Sång, gitarr på "Halloween II"
- Jerry Only - Bas
- Bobby Steele - Gitarr
- Doyle - Gitarr
- Robbie Alter - Gitarr på "London Dungeon" och "Violent World"
- Arthur Googy - Trummor